# Sapium sellowianum
Sapium sellowianum là một loài thực vật có hoa trong họ Đại kích. Loài này được (Müll.Arg.) Klotzsch ex Baill. miêu tả khoa học đầu tiên năm 1865.